# کول‌تپه دو هریس
کول‌تپه دو هریس مربوط به دوره اشکانیان - دوره ساسانیان - سده‌های میانه دوران‌های تاریخی پس از اسلام است و در شهرستان سرآب، بخش مرکزی، دهستان حومه، ۱ کیلومتری شمال غربی روستای هریس واقع شده و این اثر در تاریخ ۶ اسفند ۱۳۸۵ با شمارهٔ ثبت ۱۷۵۲۷ به‌عنوان یکی از آثار ملی ایران به ثبت رسیده است.